# 荡意诸
蕩意诸（？—前611年），子姓，蕩氏，名意诸，是公孙寿的儿子，公子蕩的孙子，蕩虺的哥哥，宋国司城。

## 为司城
公子蕩死的时候，公孙寿辞去司城的官职，请求让自己的儿子蕩意诸接任。他后来告诉别人说：“国君无道，我的官位接近国君，很怕祸患惹到自己身上。可是舍弃官职，家族就无所庇护。儿子，是我的代表，姑且让我晚点死去。这样即便丧失了儿子，还不致于让家族灭亡。”

## 奔鲁
前619年，宋昭公对嫡祖母宋襄夫人不加礼遇，宋襄夫人依靠戴氏的族人杀了宋昭公的党羽孔叔、公孙钟离及大司马公子卬。蕩意诸把符节还给府人，然后和属下逃亡到鲁国。鲁文公按照蕩意诸和他属下原来的官职接待他们。《春秋》也记载他的官职而不写名字。所有这些都是表示尊重他。

## 复位
前616年，鲁国的东门襄仲到宋国聘问，同时替蕩意诸说话，蕩意诸最终回国复位。

## 受难而死
前611年，华元做右师，公孙友做左师，华耦做司马，鳞矔做司徒，蕩意诸做司城，公子朝做司寇。宋襄夫人准备让宋昭公去孟诸打猎，好乘机杀死他。宋昭公知道以后，带上了全部珍宝而出行。蕩意诸说：“为何不到诸侯那里去？”宋昭公说：“得不到自己的大夫、祖母以及国人的信任，诸侯谁肯接纳我？而且已经做了别人的君主，再做别人的臣下，不如死了好。”宋襄夫人派人让蕩意诸离开宋昭公，蕩意诸回答说：“做他的臣下，而又逃避他的祸难，怎么能事奉以后的国君呢？”
十一月二十二日，宋昭公准备去孟诸打猎，宋襄夫人派人在路上杀死了他，蕩意诸也因此而死。
宋文公即位后，派母弟须做了司城。华耦死后，宋文公派蕩意诸的弟弟蕩虺担任司马。